# Pangrapta squamea
Pangrapta squamea är en fjärilsart som beskrevs av John Henry Leech 1901. Pangrapta squamea ingår i släktet Pangrapta och familjen nattflyn. Inga underarter finns listade i Catalogue of Life.